# 2006年モンテネグロ独立住民投票
2006年モンテネグロ独立住民投票（2006ねんモンテネグロどくりつじゅうみんとうひょう）は、2006年5月21日にモンテネグロで行われた住民投票。当時セルビア・モンテネグロの構成国だったモンテネグロの分離独立の可否が問われ、投票の結果、モンテネグロ議会で独立賛成案が採択され、同年6月3日の独立宣言に至った。

## 背景

### 1997年大統領選挙まで
モンテネグロ人とセルビア人は同じルーツ（スラヴ系民族）であり、区別される点はオスマン帝国支配下の歴史の違いしかない。そのため、セルビア人に近いアイデンティティを有し、セルビアとの統一に賛成するモンテネグロ人もいれば、セルビア人とは違う民族であると考えるモンテネグロ人もいた。両者の対立はセルビア人・クロアチア人・スロベニア人王国が成立した時点で見られ、1918年に同王国へ編入されたモンテネグロでは、セルビアとの無条件統一を支持する白派 (Bjelaši)とモンテネグロの独立性を支持する緑派 (Zelenaši)が対立していた。
1945年に成立したユーゴスラビア社会主義連邦共和国の構成共和国のひとつになったモンテネグロは、分権化が進められる中にあっても文化的に近しいセルビアと協調していた。ユーゴスラビアでは1974年憲法で緩い連邦制が導入されるが、1980年代以降のセルビアでは連邦制を強化するよう求める動きがあり、この連邦制をめぐる対立がユーゴスラビア解体に繋がった。
この頃セルビアではコソボ問題をめぐって民族主義運動が起こり、続く反官僚主義革命の波及を受けたモンテネグロでは指導部が交代し、親セルビア的な性格を帯びていた。ユーゴスラビア解体の中でモンテネグロはセルビアと同様に連邦を維持する立場をとり、1992年にユーゴスラビア連邦共和国が建国されると、セルビアとともにその構成国となった。同年3月の国民投票ではアルバニア人やボシュニャク人のボイコットもありつつ、95%以上が連邦維持に賛成票を投じていた。折のボスニア紛争による国際社会の経済制裁や難民問題の影響で二国間関係は拗れていたが、セルビアの路線変更やボスニア紛争の終結により改善を見た。ただし、セルビアから距離をとる政策を模索し始めたのもこの時期である。
ユーゴスラビア連邦共和国ではセルビア民族主義の高まりを背景に台頭したスロボダン・ミロシェヴィッチが実権を握ったが、国際復帰できずに経済不振が続くとモンテネグロでは自立傾向が強まり、この傾向はコソボ紛争中の国際社会との対立や続くコソボ空爆でさらに加速した。結果、紛争後行われた世論調査では、初めて独立賛成派が反対派を上回る結果が出ていた。

### 1997年大統領選挙以降

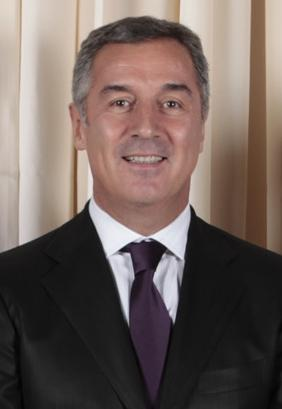
1997年のモンテネグロ大統領選挙で当選した独立派のミロ・ジュカノヴィチ

1997年に行われた大統領選挙ではセルビアとの関係が焦点のひとつとなり、連邦維持を主張するモミル・ブラトヴィッチ（社会主義人民党）とモンテネグロの自主性を重んじるミロ・ジュカノヴィチ（社会主義者民主党）の対決構造となっていた。この選挙はジュカノヴィチが決選投票で僅差で征し、またこれをきっかけにユーゴスラビアからの独立問題が表面化した。敗北したブラトヴィッチは1998年にミロシェヴィッチからユーゴスラビア連邦の首相に任命され、ジュカノヴィチ政権と敵対し、ジュカノヴィチもまた首相任命に反発、モンテネグロは連邦制度を不当なものと見なすようになった。
ジュカノヴィチの大統領就任後、モンテネグロはユーゴスラビアから更に距離をとるようになり、ユーゴスラビア連邦議会共和国院では1998年5月、モンテネグロの与党が選出した議員がセルビア政府に拒絶されていた。共和国院議員の選出方法は構成共和国の国内法に委ねられていたが、ユーゴスラビア連邦憲法裁判所はモンテネグロの議員選出方法が違憲だとする判決を出し、モンテネグロ選出の議員は親ミロシェヴィッチ派のみとなり、モンテネグロ政府は連邦の法律を拒絶するようになる。
独立支持派が増えるきっかけとなったコソボ紛争では、空爆をめぐってNATOを非難した一方で、ミロシェヴィッチにも責任はあると主張し、ユーゴスラビア連邦政府に広大な権限を与えるセルビア政府の緊急命令を拒否したほか、NATO諸国との関係を断絶する同政府の方針も受け入れなかった。
1999年8月5日、モンテネグロ政府がセルビアとの交渉を求めて発表した政治要綱では、対等なパートナーとしてセルビアと国家連合を形成すること、それぞれ独立した外交関係を保持することなどが盛り込まれており、国家連合そのものが有する権限自体は限られていた。セルビアとユーゴスラビアは憲法を無視した分離主義的な要綱として提案を拒否し、モンテネグロ議会ではこれを受けて国内の連邦施設を支配する法律が可決される。この法律に関係して、12月にポドゴリツァ空港の支配権をめぐってモンテネグロ警察と連邦軍が武力衝突する危機が生じていたが、モンテネグロが一歩引いて衝突は回避された。
この時期のモンテネグロの独自路線としては、1998年に連邦との予算交換を停止したり、1999年にモンテネグロ入国時に従来必要だったユーゴスラビア連邦のビザを不要としたり、独自の関税徴収に乗り出すといった動きがある。経済面では2000年にユーゴスラビア・ディナールに代わってドイツマルクを法定通貨とし、2002年にはユーロを採り入れている。
2000年にミロシェヴィッチが失脚すると、ヴォイスラヴ・コシュトニツァがその後任者としてユーゴスラビアの大統領に就任した。コシュトニツァは連邦の再編について提案したが、ジュカノヴィチは独立にこだわって国家連合様の制度を求めていた。
また、ミロシェヴィッチ政権下でセルビアと距離をとり始めたモンテネグロに対し、同体制に反発していた西側諸国は財政支援しており、経済的に苦しかったモンテネグロにとっては大きな頼りの綱であったが、ミロシェヴィッチの退陣以降、西側諸国はセルビア南部やマケドニアのアルバニア人の分離主義発揚を危惧してモンテネグロ独立に後ろ向きな姿勢をとるようになった。
欧州連合もその姿勢をとり、連邦の将来をめぐるユーゴスラビア連邦、セルビア、モンテネグロの三者交渉を仲介したときもモンテネグロ独立を回避しようとした。交渉後の2002年3月、セルビアとモンテネグロはユーゴスラビア連邦の解体と二国間の国家連合の結成で合意し、2003年2月4日にセルビア・モンテネグロが成立した。
この合意では猶予期間として3年経過後、国家連合からの離脱手続きを進める権利が認められており、セルビアにも認められた権利でありながら、事実上モンテネグロの独立可否を問うた住民投票を認めるものと解された。また、モンテネグロが離脱した場合はセルビアがユーゴスラビアの継承国となることも定められ、セルビアにとってはユーゴスラビア解体後のコソボ独立という避けたい事態を回避した形となった。
セルビア・モンテネグロ成立後は欧州連合加盟に向けて準備が進められた。欧州連合は2005年10月、加盟プロセス中の交渉の早期妥結が見込みにくいとして、モンテネグロに独立の可否を問うた住民投票の延期を求めたが、モンテネグロのフィリップ・ヴヤノヴィッチ大統領やジュカノヴィチ首相は2006年2月から4月ないし春頃に住民投票を行う見通しを示し、最終的に5月に行われた。

## 独立派・連合維持派
20世紀前半の対立は、地理的に見れば、セルビアとの無条件統一派の白派はセルビアと接する北部に、モンテネグロの独立性を重んじる緑派は中部と南部にそれぞれ多く、この傾向は1997年から表面化したユーゴスラビアからの独立問題に際しても見られた。ここでも独立を支持する勢力とセルビアとの連合維持を支持する勢力とで分裂していたが、地理的な分断に経済的な分断という側面が加わっていた。沿岸地域は主に観光業などで経済的に恵まれていた一方、北部地域は比較的貧しく、南部よりもセルビアとの緊密な関係が続いていたという背景がある。

### 政党別
独立派を代表する政党として、ジュカノヴィチ率いる社会主義者民主党をはじめ、社会主義者民主党よりも強く独立を支持する社会民主党、2党よりも急進的なモンテネグロ自由連合、市民党などがあり、ボシュニャク人やアルバニア人を代表する少数民族政党（アルバニア人民主連合など）も独立派に近いスタンスをとる。
連合維持派を代表する政党として、1997年大統領選挙でジュカノヴィチの対立候補となったブラトヴィッチ率いる社会主義人民党をはじめ、社会主義人民党と連合を形成している人民党やセルビア人民党、急進的な親セルビア派のセルビア急進党、民主セルビア党などがある。

### 民族別
独立問題に関する少数民族の立場は民族アイデンティティによるところが大きく、ボシュニャク人やアルバニア人は独立派が多いのに対し、セルビア人やユーゴスラビア人は連合維持派が多い。このうち前者が独立を支持している理由としては、連合維持派よりも独立派の方が少数民族に寛容であることが背景にあると指摘されており、独立派の政党・政治家にとっても重要な支持勢力であり、両者の利害が一致する形となっていた。
人口の多数を占めるモンテネグロ人は独立派・連合維持派の双方に二分されており、1991年と2003年の国勢調査ではこの間の民族アイデンティティの再定義の結果としてモンテネグロ人が減ってセルビア人が増えたという推移が見られた。

## 住民投票の実施
住民投票を実施するに当たって、欧州評議会の独立諮問機関のヴェニス委員会は住民投票の条件を検討し、その中でモンテネグロ域外在住のモンテネグロ人の投票権の扱い、住民投票の成否に特別要件を設けることの是非が問題とされた。前者については一時的に居住している人のみ認めることとされ、このため投票権を有する国外のモンテネグロ人の帰郷を促す動きが見られた。
後者についてヴェニス委員会は、投票率50%超という条件付きの単純多数決とするモンテネグロの規定が国際的な基準に沿ったものとしつつ、更なる検討を勧告し、ハビエル・ソラナ上級代表は特定多数決とするよう強く求めた。最終的に住民投票で独立が決まることへの正当性が認められる条件として、投票率50%超、有効票のうち独立賛成票の得票率55%以上、この2つが設定された。この条件を定めた国民投票法は2006年3月に可決された。
特定多数決の下限をめぐっては、独立派は有権者の25 - 40%程度、連合維持派は最低でも50%とそれぞれ主張し、意見が分かれていたが、55%という数字は双方とも勝ち目があると判断して受け入れられた。

## 投票結果
独立賛成票の得票率は55.5%で、特定多数決の下限とされた55%を数にして2000票上回る程度の僅差だっただけに、連合維持派から投票の再集計などが求められた。しかし、開票時の選挙スタッフに独立派と連合維持派を同じ人数分配置したり、欧州安全保障協力機構や欧州連合などの国際機関による投票過程の十分な監視などの不正防止策から、国際社会は正当な投票結果と見なした。
賛成票が多かった理由として、独立派は様々な経済指標でモンテネグロがセルビアを上回っていると主張できた点、セルビア・モンテネグロの欧州連合加盟に向けた安定化・連合協定の交渉が住民投票の直前に停止された点、国外のモンテネグロ在住者が帰郷して賛成票を投じた点があると柴宜弘は指摘している。特に2点目は、欧州連合加盟というモンテネグロの悲願を果たすにはセルビアから分離独立しなければならないという認識を与えた出来事として、投票結果に決定的な役割を果たしたと考えることができる。
欧州安全保障協力機構の民主制度・人権事務所によれば、基礎自治体毎の投票結果は次の通り。投票者のうち495人が獄中で投票し、これは賛成379票、反対108票だった。
| 自治体               | 賛成   | 得票率 | 反対   | 得票率 | 有権者数 | 票数    | 投票率 |
| -------------------- | ------ | ------ | ------ | ------ | -------- | ------- | ------ |
| アンドリイェヴィツァ | 1,084  | 27.6%  | 2,824  | 71.89% | 4,369    | 3,928   | 89.91% |
| バール               | 16,640 | 63.07% | 9,496  | 35.99% | 32,255   | 26,382  | 81.79% |
| ベラネ               | 11,268 | 46.85% | 12,618 | 52.46% | 28,342   | 24,051  | 84.86% |
| ビイェロ・ポリェ     | 19,405 | 55.36% | 15,437 | 44.04% | 40,110   | 35,051  | 87.39% |
| ブドヴァ             | 5,915  | 52.82% | 5,179  | 46.25% | 12,797   | 11,199  | 87.51% |
| ツェティニェ         | 11,532 | 85.18% | 1,818  | 13.43% | 15,077   | 13,538  | 89.79% |
| ダニロヴグラード     | 5,671  | 53.15% | 4,887  | 45.81% | 11,784   | 10,669  | 90.54% |
| ヘルツェグ・ノヴィ   | 7,741  | 38.28% | 12,284 | 60.75% | 24,487   | 20,220  | 82.57% |
| コラシン             | 2,852  | 41.82% | 3,903  | 57.23% | 7,405    | 6,820   | 92.1%  |
| コトル               | 8,200  | 55.04% | 6,523  | 43.79% | 17,778   | 14,897  | 83.79% |
| モイコヴァツ         | 3,016  | 43.55% | 3,849  | 55.57% | 7,645    | 6,923   | 90.56% |
| ニクシッチ           | 26,434 | 52.1%  | 23,790 | 46.89% | 56,461   | 50,737  | 89.86% |
| プラヴ               | 7,016  | 78.47% | 1,874  | 20.96% | 12,662   | 8,941   | 70.61% |
| プルジネ             | 716    | 24.2%  | 2,230  | 75.36% | 3,329    | 2,959   | 88.89% |
| プリェヴリャ         | 9,115  | 36.07% | 16,009 | 63.36% | 27,882   | 25,268  | 90.62% |
| ポドゴリツァ         | 60,626 | 53.22% | 52,345 | 45.95% | 129,083  | 113,915 | 88.25% |
| ロジャイェ           | 13,835 | 90.79% | 1,314  | 8.62%  | 19,646   | 15,239  | 77.57% |
| シャヴニク           | 906    | 42.67% | 1,197  | 56.38% | 2,306    | 2,123   | 92.06% |
| ティヴァト           | 4,916  | 55.86% | 3,793  | 43.1%  | 10,776   | 8,800   | 81.66% |
| ウルツィニ           | 12,256 | 87.64% | 1,592  | 11.38% | 17,117   | 13,985  | 81.7%  |
| ジャブリャク         | 1,188  | 38.37% | 1,884  | 60.85% | 3,407    | 3,096   | 90.87% |

## 住民投票後
投票の結果、モンテネグロ議会で独立賛成案が採択され、2006年6月3日に独立を宣言した。2日後の6月5日にはセルビアがセルビア・モンテネグロの継承国と宣言し、これでユーゴスラビア社会主義連邦共和国を構成した6共和国全てが独立国となった。
中国、アメリカ合衆国、隣国アルバニア、ボスニア・ヘルツェゴビナ、ブルガリア、クロアチア、ギリシャ、ルーマニア、そしてセルビアなど、国際的な承認も得て、6月28日には国際連合に加盟、2007年10月には新憲法を制定し、国名をモンテネグロ共和国からモンテネグロに改称した。優先目標とされた欧州連合とNATO加盟については、前者は2012年から加盟交渉中、後者は2017年6月に加盟を果たした。